# Багатоклапанний двигун

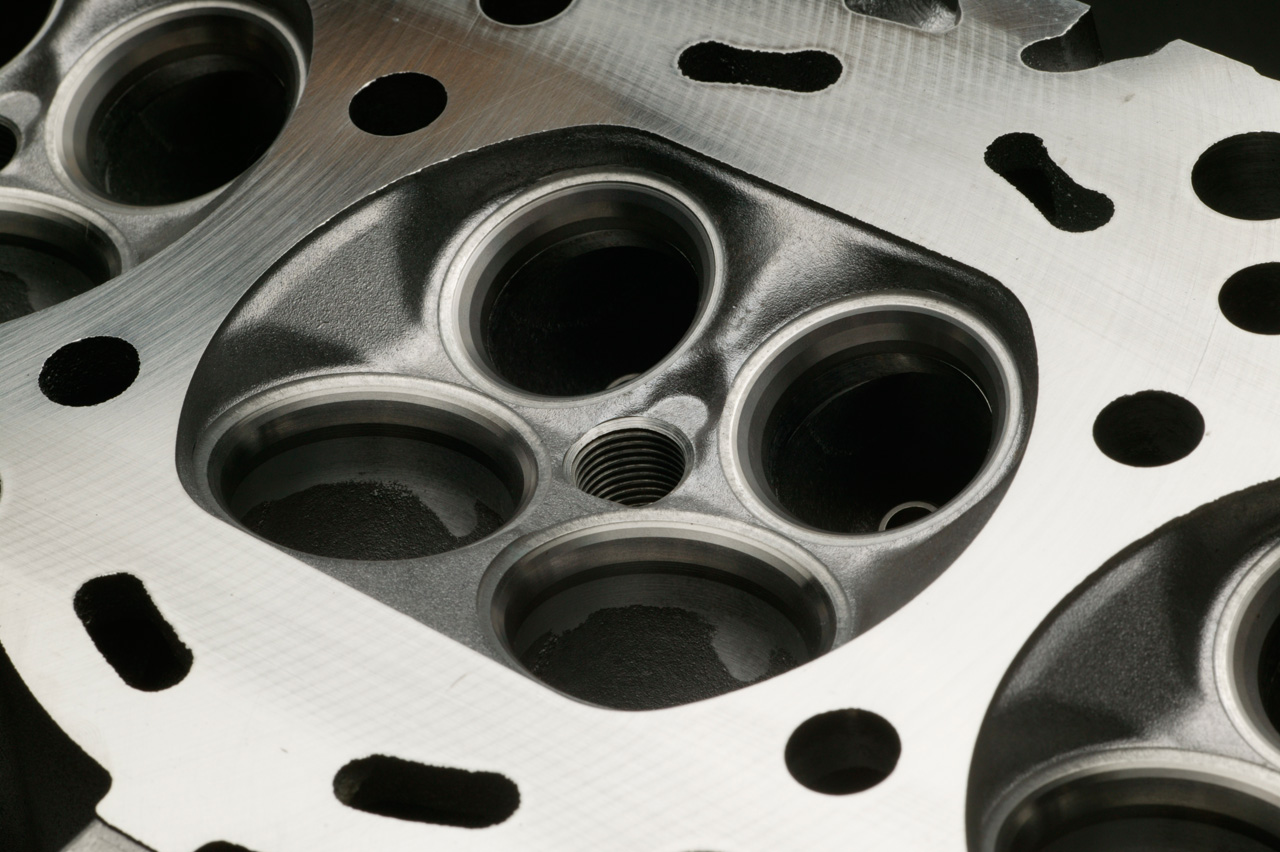
Головка блоку циліндрів чотириклапанного двигуна.
(двигун Nissan VQ)

Багатоклапанний двигун (англ. Multi-valve) в автомобільній техніці — це двигун, у якому кожен циліндр має понад два клапанів. Багатоклапанний двигун має краще дихання та може працювати на вищих обертах за хвилину, ніж двоклапанний двигун, забезпечуючи більшу потужність.

## Багатоклапанне обґрунтування

### Багатоклапанна конструкція двигуна
Конструкція багатоклапанного двигуна має три, чотири або п'ять клапанів на циліндр для досягнення покращеної продуктивності. Будь-який чотиритактний двигун внутрішнього згоряння потребує принаймні двох клапанів на циліндр: один для всмоктування повітря (і часто палива), а інший для випуску газів, що згоряють. Додавання додаткових клапанів збільшує площу клапанів і покращує потік впускних і вихлопних газів, тим самим підвищуючи згоряння, об'ємну ефективність і вихідну потужність. Багатоклапанна геометрія дозволяє ідеально розмістити свічку запалювання в камері згоряння для оптимального поширення полум'я. Багатоклапанні двигуни, як правило, мають менші клапани, які мають меншу поршнево-поступальну масу, що може зменшити знос кожного кулачкового кулачка та забезпечити більшу потужність при вищих обертах без небезпеки відскоку клапана. Деякі двигуни сконструйовані так, що кожен впускний клапан відкривається в дещо інший час, що збільшує турбулентність, покращуючи змішування повітря та палива на низьких обертах двигуна. Більше клапанів також забезпечує додаткове охолодження головки блоку циліндрів. Недоліками багатоклапанних двигунів є подорожчання виробництва та можливе збільшення споживання масла через більшу кількість сальників клапанів. У деяких багатоклапанних двигунах SOHC (наприклад, Mazda B8-ME) використовується одне вилкоподібне коромисло для приводу двох клапанів (зазвичай випускних), тому для зменшення витрат на виробництво буде потрібно менше кулачків.
- Трьохклапанна головка блоку циліндрів

Він має один великий випускний клапан і два менших впускних клапана. Компонування з трьома клапанами забезпечує краще дихання, ніж головка з двома клапанами, але великий випускний клапан призводить до обмеження обертів не вище, ніж у головці з двома клапанами. Вартість виготовлення для цієї конструкції може бути нижчою, ніж для конструкції з чотирма клапанами. Конструкція з трьома клапанами була поширена в кінці 1980-х і на початку 1990-х років; а з 2004 року головна система клапанів використовується у вантажівках Ford серії F і позашляховиках Ford. Ducati ST3 V-twin мав 3-клапанні головки.
- Чотириклапанна головка блоку циліндрів

Це найпоширеніший тип багатоклапанної головки з двома випускними клапанами та двома такими ж (або трохи більшими) впускними клапанами. Ця конструкція забезпечує аналогічне дихання порівняно з головкою з трьома клапанами, а оскільки маленькі випускні клапани забезпечують високі оберти, ця конструкція дуже підходить для високої потужності.
- П'ятиклапанна головка блоку циліндрів

Рідше зустрічається п'ятиклапанна головка, з двома випускними та трьома впускними. Всі п'ять клапанів однакові за розміром. Ця конструкція забезпечує відмінне дихання, і, оскільки кожен клапан невеликий, теоретично доступні високі оберти та дуже висока потужність. Хоча, порівняно з чотириклапанним двигуном, конструкція з п'ятьма клапанами повинна мати вищу максимальну кількість обертів на хвилину, а три впускні отвори повинні забезпечувати ефективне наповнення циліндрів і високу турбулентність газу (обидва бажані властивості), було піддано сумніву, чи п'ять -клапанна конфігурація дає економічно ефективну перевагу в порівнянні з чотириклапанними конструкціями. Зростання прямого вприскування також може ускладнити проєктування п'ятиклапанних головок, оскільки інжектор повинен займати деякий простір на головці. Після виробництва п'ятиклапанних двигунів Genesis протягом кількох років Yamaha повернулася до дешевшої чотириклапанної конструкції.
Прикладами п'ятиклапанних двигунів є різні двигуни 1,8 л 20vT виробництва AUDI AG, пізніші версії Ferrari Dino V8 і 1,6 л 20-клапанний двигун 4A-GE, виготовлений Toyota у співпраці з Yamaha.
- Понад п'ять клапанів

Для циліндричного отвору та клапанів однакового розміру збільшення кількості клапанів понад п'ять зменшує загальну площу клапана. У наступній таблиці показано ефективні площі різних кількостей клапанів як пропорції діаметра циліндра. Ці відсотки базуються на простій геометрії та не враховують отвори для свічок запалювання чи форсунок, але ці порожнечі зазвичай розташовані в «мертвому просторі», недоступному для клапанів. Крім того, на практиці впускні клапани часто більші за випускні в головках з парною кількістю клапанів на циліндр:
- 2 = 50 %
- 3 = 64 %
- 4 = 68 %
- 5 = 68 %
- 6 = 66 %
- 7 = 64 %
- 8 = 61 %

### Альтернативні технології

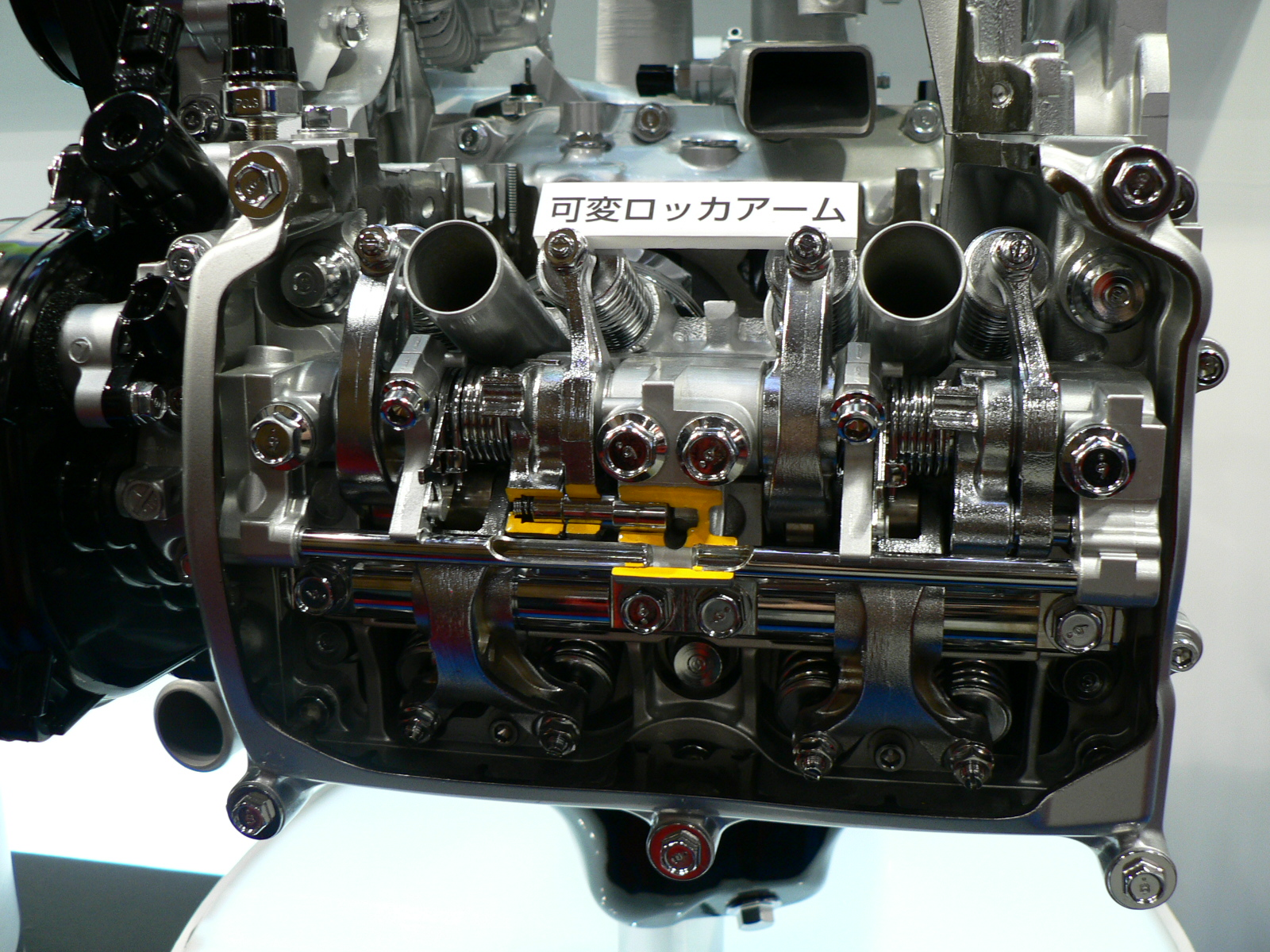
Розрізна модель системи зміни фаз газорозподілу Subaru i-AVLS на опозитному двигуніEJ25 з 4 клапанами на циліндр SOHC на Токійському автосалоні 2007.

Турбонаддув і наддув — це технології, які також покращують дихання двигуна, і їх можна використовувати замість або в поєднанні з багатоклапанними двигунами. Те саме стосується змінних фаз газорозподілу та впускних колекторів змінної довжини. Поворотні клапани також пропонують покращене дихання двигуна та високі оберти, але вони ніколи не були дуже успішними. Перенесення головки блоку циліндрів, як частина налаштування двигуна, також використовується для покращення продуктивності двигуна.